# Paul Schubert (Altphilologe)

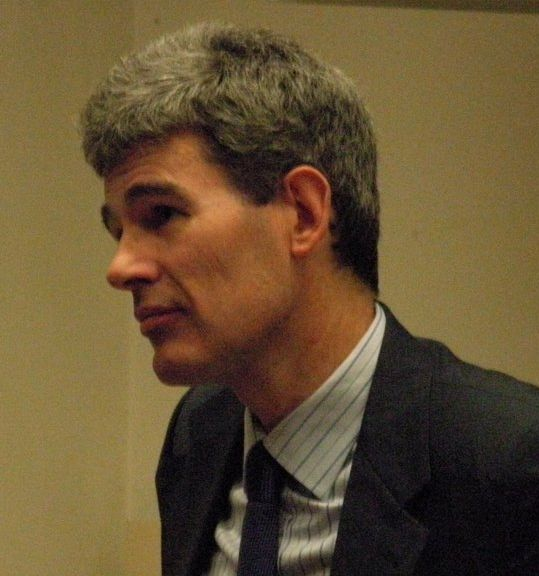
Paul Schubert

Paul Schubert (* 30. Oktober 1963) ist ein Schweizer Altphilologe und Papyrologe.
Nach dem Studium an den Universitäten Genf, Oxford und Heidelberg war Schubert von 1993 bis 2004 Assistenzprofessor, später ordentlicher Professor für griechische Sprache und Literatur an der Universität Neuenburg. Daneben hielt er regelmässig Lehrveranstaltungen zur Papyrologie an der Universität Genf ab. Hier wurde er 2004 in Nachfolge von André Hurst als ordentlicher Professor für griechische Sprache und Literatur berufen.
Schuberts Forschungsschwerpunkt liegt im Bereich der Papyrologie und der griechischen Literaturwissenschaft. Er war Gastprofessor an den Universitäten Lausanne, Bern, Basel und Moskau und war von 2004 bis 2019 Generalsekretär der Fédération Internationale des Associations d’Études Classiques (FIEC). 2019 wurde er zum Präsidenten der Association Internationale de Papyrologues gewählt.

## Schriften (Auswahl)
- als Herausgeber: Les archives de Marcus Lucretius Diogenes et textes apparentés (= Papyrologische Texte und Abhandlungen. 39). Habelt, Bonn 1990, ISBN 3-7749-2418-X (Zugleich: Genf, Universität, Dissertation, 1989).
- Noms d’agent et invective: entre phénomène linguistique et interprétation du récit dans les poèmes homériques (= Hypomnemata. 133). Vandenhoeck & Ruprecht, Göttingen 2000, ISBN 3-525-25230-7.
- Vivre en Égypte gréco-romaine. Une sélection de papyrus. Éditions de l’Aire, Vevey 2000, ISBN 2-88108-562-8.
- A Yale papyrus (P Yale III 137) in the Beinecke Rare Book and Manuscript Library III (= American Studies in Papyrology. 41). American Society of Papyrologists, Oakville CT 2001, ISBN 0-9700591-1-6.
- als Herausgeber mit Andrea Jördens: Griechische Papyri der Cahiers P. 1 und P. 2 in der Sammlung des Louvre (P. Louvre II) (= Papyrologische Texte und Abhandlungen. 44). Mit Beiträgen von Marguerite Hirt, Thomas Kruse, Fritz Mitthof, Fabian Reiter und Ghislaine Widmer. Habelt, Bonn 2005, ISBN 3-7749-3319-7.
- Philadelphie. Un village égyptien en mutation entre le IIe et le IIIe siècle ap. J.-C. (= Schweizerische Beiträge zur Altertumswissenschaft. 34). Schwabe Basel, Basel 2007, ISBN 978-3-7965-2305-2.
- als Herausgeber und Übersetzer: Anoubion: Poème astrologique. Témoignages et fragments (= Collection des universités de France. Série grecque. 517). Texte établi, traduit et annoté. Les belles lettres, Paris 2015, ISBN 978-2-251-00601-7.